# بوية (سمام)
بویة (بالفارسية: بویه) هي قرية تقع في إيران في غيلان. يقدر عدد سكانها بـ 214 نسمة بحسب إحصاء 2016.